# آبانیندرانات تاگور
آبانیندرانات تاگور (انگلیسی: Abanindranath Tagore; ۷ اوت ۱۸۷۱ – ۵ دسامبر ۱۹۵۱) نقاش و نویسنده اهل هند بود. او مکتب هنری تأثیرگذار بنگال را تأسیس کرد که منجر به توسعه نقاشی مدرن هند شد. تاگور همجنین نویسنده آثار متعددی در زمینه کودکان بوده که تأثیر زیادی در ادبیات زبان بنگالی داشته‌است. آثار تاگور به قدری موفق بودند که در نهایت به عنوان یک سبک ملی هندی در موسسات هنری بریتانیا پذیرفته شد و ترویج شد.

## نگارخانه

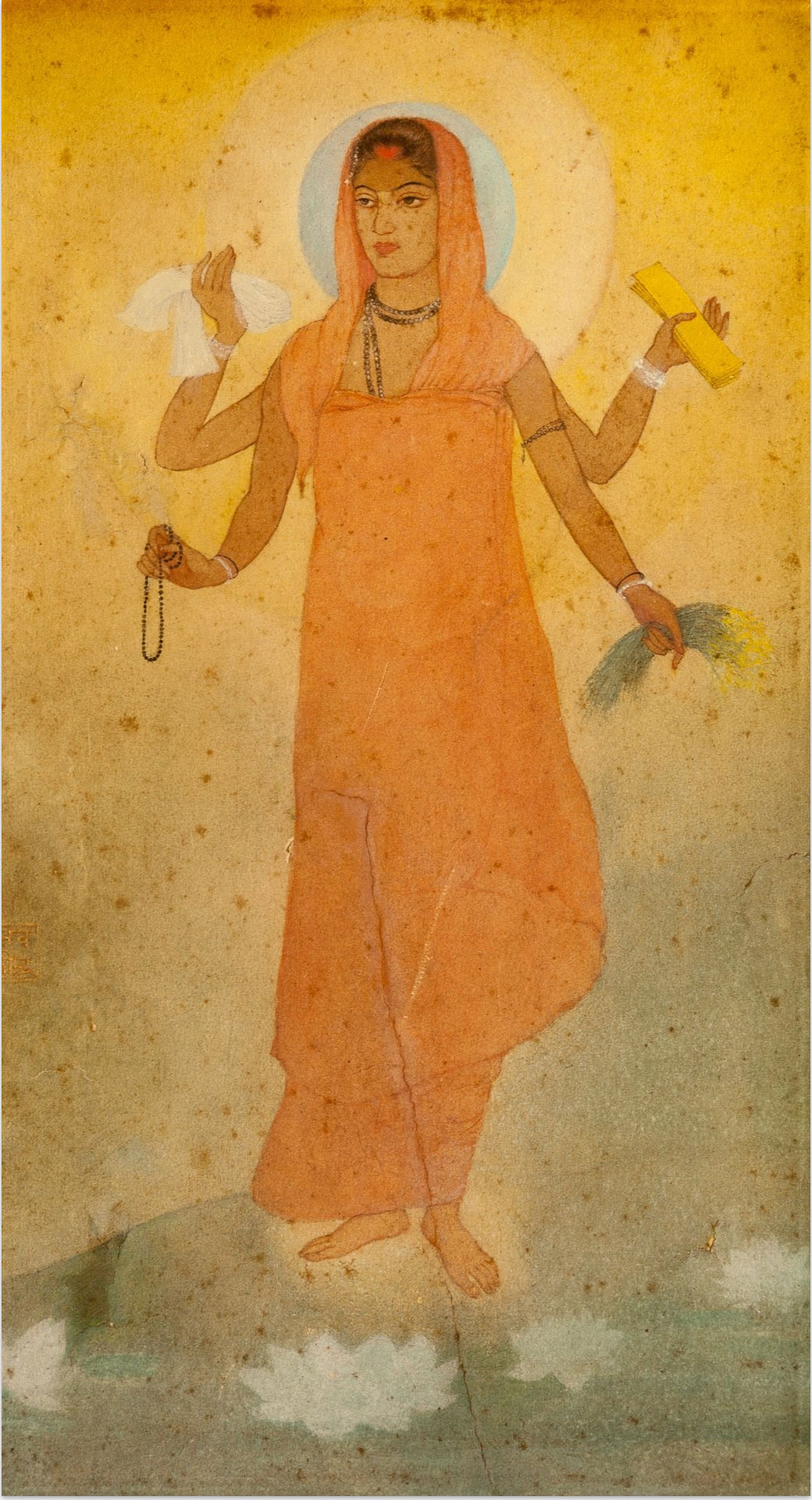
Bharat Mata (c. 1905)
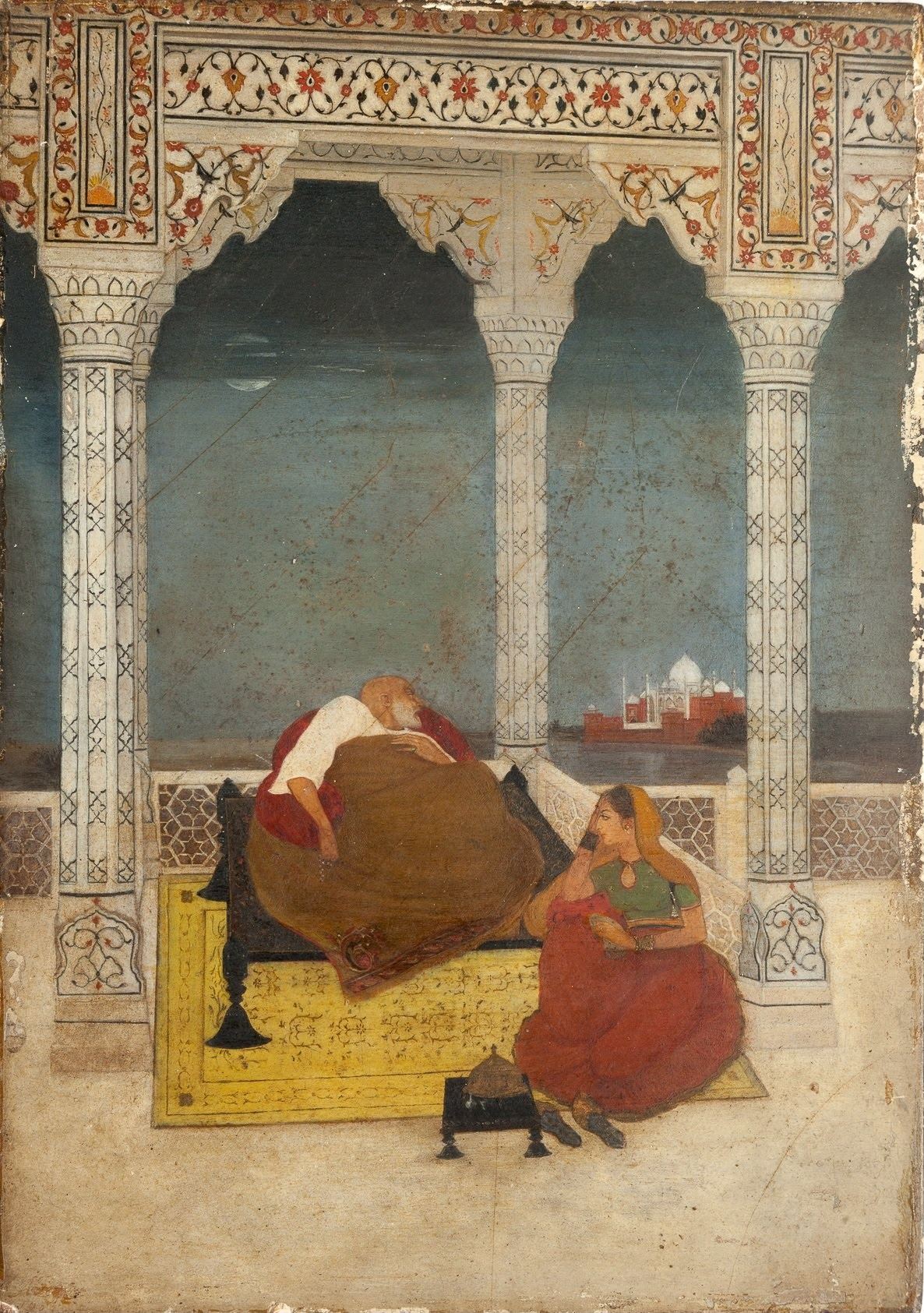
The Passing of Shah Jahan (1902)
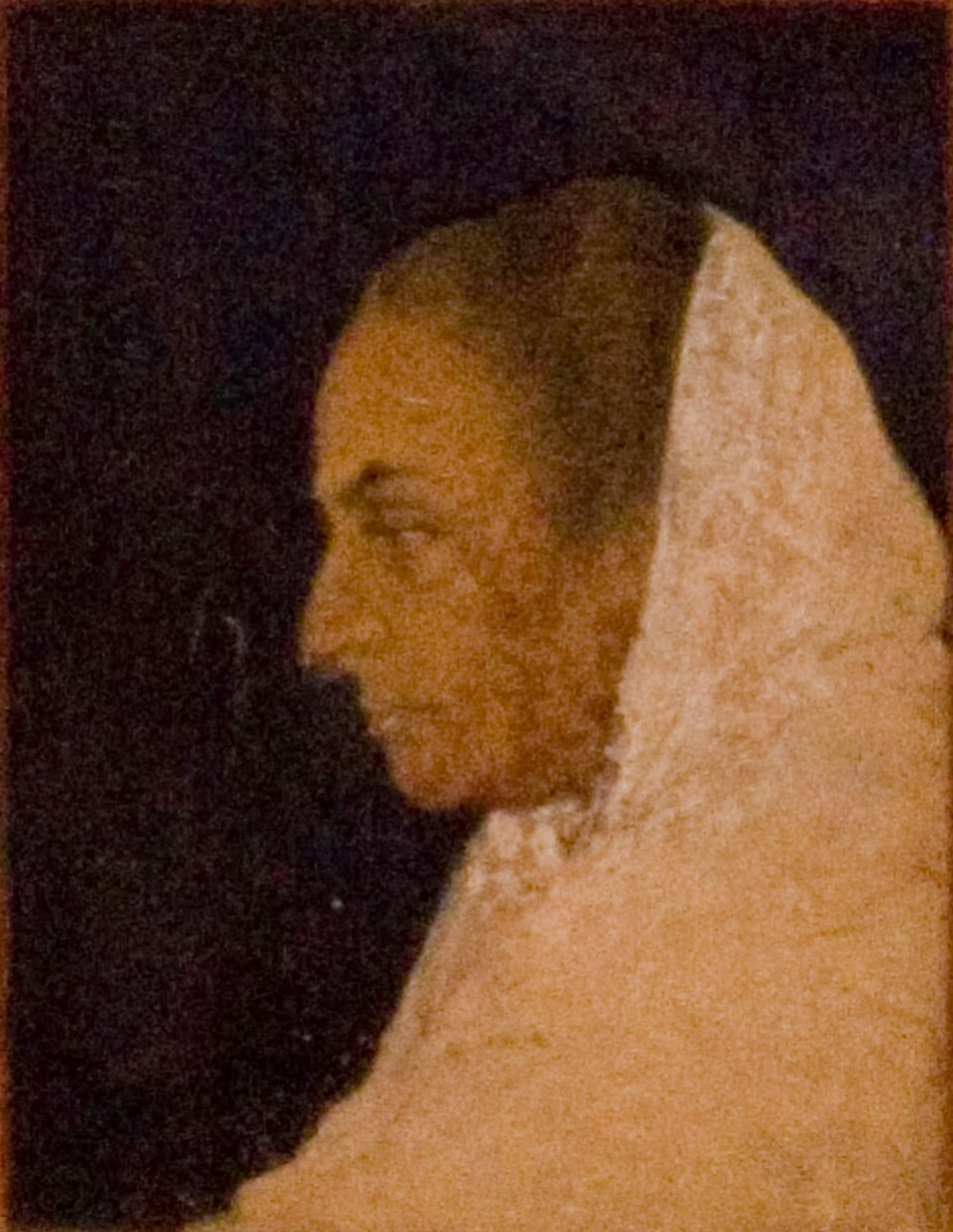
My Mother (1912–13)
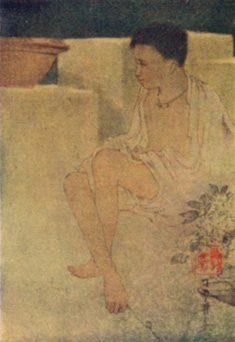
Fairyland illustration (1913)
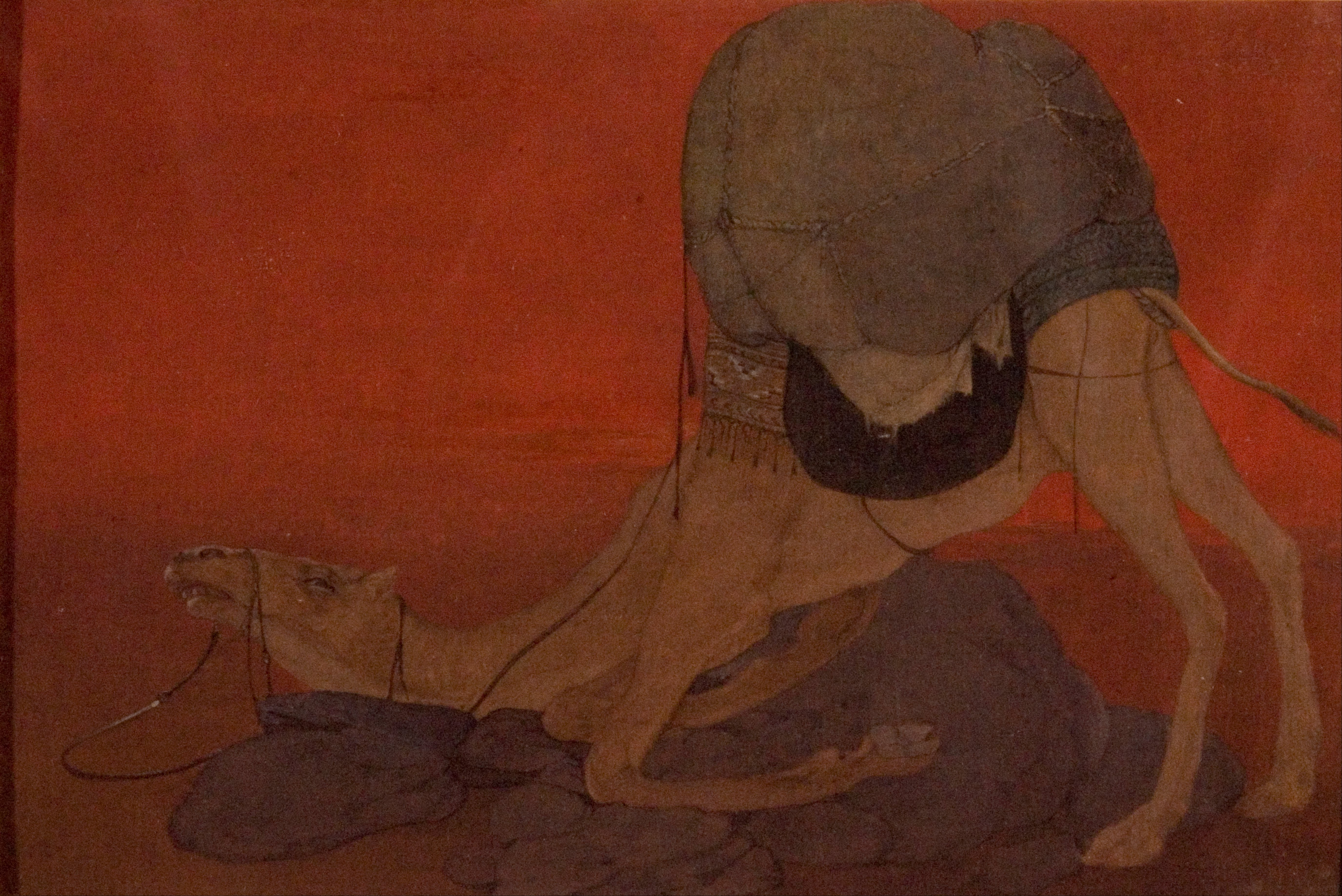
Journey's End (c. 1913)
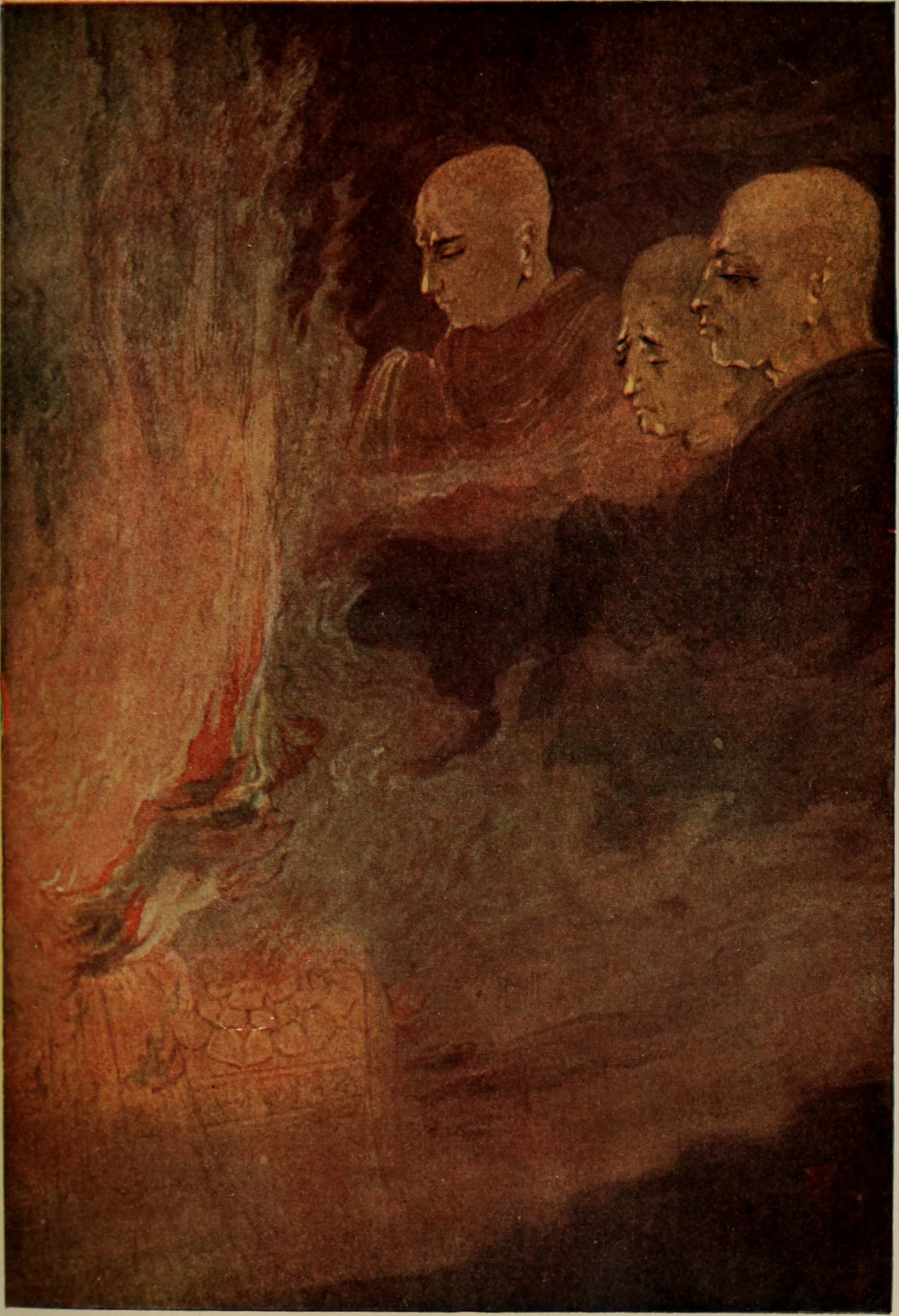
The Final Release, from the book Buddha and the gospel of Buddhism (1916), by Ananda Coomaraswamy